# Arachnocephalus bugnioni
Arachnocephalus bugnioni är en insektsart som beskrevs av Lucien Chopard 1969. Arachnocephalus bugnioni ingår i släktet Arachnocephalus och familjen Mogoplistidae. Inga underarter finns listade i Catalogue of Life.